# دون شانكس
دون شانكس (بالإنجليزية: Don Shanks)‏ (و. 1950  م) هو ممثل تلفزي، وممثل أفلام، ومؤدي مشاهد خطيرة أمريكي، ولد في مقاطعة ماكوبين، إلينوي.

## وصلات خارجية
- دون شانكس على موقع IMDb (الإنجليزية)
- دون شانكس على موقع ألو سيني (الفرنسية)
- دون شانكس على موقع أول موفي (الإنجليزية)
- دون شانكس على موقع قاعدة بيانات الأفلام السويدية (السويدية)
- دون شانكس على موقع قاعدة بيانات الفيلم (الإنجليزية)
- دون شانكس على موقع كينوبويسك (الروسية)